# Paul Kronk
Paul Kronk, né le 22 septembre 1954 à Toowoomba, est un joueur de tennis droitier australien.
Il a gagné 7 titres en double lors de sa carrière professionnelle. Le 25 avril 1976, il est classé 78e au classement ATP, son plus haut classement. Il a été une fois finaliste en double à l'US Open et deux fois à l'Open d'Australie.

## Palmarès

### Titres en double messieurs
| No | Date       | Nom et lieu du tournoi                           | Catégorie  | Dotation  | Surface         | Partenaire     | Finalistes                    | Score         |  |
| -- | ---------- | ------------------------------------------------ | ---------- | --------- | --------------- | -------------- | ----------------------------- | ------------- |  |
| 1  | 28-01-1980 | San Juan Open San Juan                           |            | 75 000 $  | Dur (ext.)      | Paul McNamee   | Robert Trogolo Mark Turpin    | 7-6, 6-3      |  |
| 2  | 31-03-1980 | Palm Harbor Open Palm Harbor                     |            | 50 000 $  | Dur (ext.)      | Paul McNamee   | Steve Docherty John James     | 6-4, 7-5      |  |
| 3  | 19-01-1981 | Tournoi de tennis de Guaruja Guarujá             |            | 75 000 $  | Moquette (ext.) | David Carter   | Ángel Giménez Jairo Velasco   | 6-1, 7-6      |  |
| 4  | 26-01-1981 | Chilean Open Viña del Mar                        |            | 50 000 $  | Terre (ext.)    | David Carter   | Andrés Gómez Belus Prajoux    | 6-1, 6-2      |  |
| 5  | 02-02-1981 | Tournoi de tennis de Mar del Plata Mar del Plata |            | 75 000 $  | Terre (ext.)    | David Carter   | Ángel Giménez Jairo Velasco   | 6-7, 6-4, 6-0 |  |
| 6  | 18-05-1981 | BMW Open Munich                                  |            | 75 000 $  | Terre (ext.)    | David Carter   | Eric Fromm Shlomo Glickstein  | 6-3, 6-4      |  |
| 7  | 13-07-1981 | Head Cup Kitzbühel                               |            | 75 000 $  | Terre (ext.)    | David Carter   | Marko Ostoja Louk Sanders     | 7-6, 6-1      |  |
| 8  | 19-10-1981 | Melbourne Indoor Melbourne                       | Grand Prix | 125 000 $ | Moquette (int.) | Peter McNamara | Sherwood Stewart Ferdi Taygan | 3-6, 6-3, 6-4 |  |
| 9  | 15-03-1982 | Open de Lorraine Metz                            |            | 75 000 $  | Dur (int.)      | David Carter   | Matt Doyle David Siegler      | 6-3, 7-6      |  |

### Finales en double messieurs
| No | Date       | Nom et lieu du tournoi                         | Catégorie  | Dotation  | Surface         | Vainqueurs                       | Partenaire    | Score         |          |
| -- | ---------- | ---------------------------------------------- | ---------- | --------- | --------------- | -------------------------------- | ------------- | ------------- | -------- |
| 1  | 28-10-1974 | South Australian Tennis Championships Adélaïde |            | NC $      | Gazon (ext.)    | Grover Reid Allan Stone          | Mike Estep    | 7-6, 6-4      |          |
| 2  | 30-08-1976 | US Open Forest Hills                           | G. Chelem  | NC $      | Terre (ext.)    | Tom Okker Marty Riessen          | Cliff Letcher | 6-4, 6-4      | Parcours |
| 3  | 07-02-1977 | Tournoi de tennis de Miami Miami               |            | NC $      | NC              | Brian Gottfried Raúl Ramírez     | Cliff Letcher | 7-5, 6-4      |          |
| 4  | 08-03-1977 | Coliseum Mall International Hampton            |            | NC $      | Moquette (int.) | Sandy Mayer Stan Smith           | Cliff Letcher | 6-4, 6-3      |          |
| 5  | 16-05-1977 | Düsseldorf Grand Prix Düsseldorf               | Grand Prix | 75 000 $  | Terre (ext.)    | Jürgen Fassbender Karl Meiler    | Cliff Letcher | 6-3, 6-3      |          |
| 6  | 25-12-1978 | Australian Open Melbourne                      | G. Chelem  | 35 000 $  | Gazon (ext.)    | Wojtek Fibak Kim Warwick         | Cliff Letcher | 7-6, 7-5      | Parcours |
| 7  | 24-12-1979 | Australian Open Melbourne                      | G. Chelem  | 50 000 $  | Gazon (ext.)    | Peter McNamara Paul McNamee      | Cliff Letcher | 7-6, 6-2      | Parcours |
| 8  | 09-03-1981 | Robinson's Men's Tennis Open Tampa             |            | 75 000 $  | Dur (ext.)      | Bernard Mitton Butch Walts       | David Carter  | 6-3, 3-6, 6-1 |          |
| 9  | 06-07-1981 | Suisse Open Gstaad                             |            | 125 000 $ | Terre (ext.)    | Heinz Günthardt Markus Günthardt | David Carter  | 6-4, 6-1      |          |
| 10 | 08-03-1982 | ATP Linz Linz                                  | Grand Prix | 75 000 $  | Terre (ext.)    | Anders Järryd Hans Simonsson     | Rod Frawley   | 6-2, 6-0      |          |

## Parcours dans les tournois duGrand Chelem

### En simple
| Année | Open d'Australie | Open d'Australie | Internationaux de France | Internationaux de France | Wimbledon       | Wimbledon   | US Open         | US Open       | Open d'Australie | Open d'Australie |
| ----- | ---------------- | ---------------- | ------------------------ | ------------------------ | --------------- | ----------- | --------------- | ------------- | ---------------- | ---------------- |
| 1972  | 1er tour (1/32)  | M. Rose          | —                        | —                        | —               | —           | —               | —             | n.o.             | n.o.             |
| 1973  | 1er tour (1/32)  | R. Case          | 1er tour (1/64)          | B. Phillips-Moore        | 1er tour (1/64) | K. Hancock  | 1er tour (1/64) | B. Gottfried  | n.o.             | n.o.             |
| 1974  | —                | —                | 2e tour (1/32)           | C. Barazzutti            | 1er tour (1/64) | P. Proisy   | 1er tour (1/64) | O. Davidson   | n.o.             | n.o.             |
| 1975  | —                | —                | 3e tour (1/16)           | J. Kodeš                 | 3e tour (1/16)  | G. Stilwell | —               | —             | n.o.             | n.o.             |
| 1976  | —                | —                | —                        | —                        | 1er tour (1/64) | C. Dibley   | 1er tour (1/64) | C. Barazzutti | n.o.             | n.o.             |
| 1977  | 1er tour (1/32)  | R. Ruffels       | —                        | —                        | 3e tour (1/16)  | B. Bertram  | 1er tour (1/64) | Á. Fillol     | —                | —                |
| 1978  | n.o.             | n.o.             | 1er tour (1/64)          | R. Fagel                 | —               | —           | —               | —             | 1/4 de finale    | H. Pfister       |
| 1979  | n.o.             | n.o.             | 1er tour (1/64)          | B. Rowe                  | 1er tour (1/64) | J. Borowiak | —               | —             | 2e tour (1/16)   | C. Kachel        |
| 1980  | n.o.             | n.o.             | —                        | —                        | —               | —           | —               | —             | 1er tour (1/32)  | V. Pecci         |
| 1981  | n.o.             | n.o.             | 1er tour (1/64)          | P. Proisy                | 1/8 de finale   | V. Amritraj | —               | —             | 1/8 de finale    | P. McNamara      |
| 1982  | n.o.             | n.o.             | —                        | —                        | —               | —           | —               | —             | —                | —                |
| 1983  | n.o.             | n.o.             | —                        | —                        | —               | —           | —               | —             | —                | —                |
| 1984  | n.o.             | n.o.             | —                        | —                        | —               | —           | —               | —             | 1er tour (1/64)  | J. Mattke        |

N.B. : à droite du résultat se trouve le nom de l'ultime adversaire.

### En double
| Année | Open d'Australie           | Open d'Australie     | Internationaux de France   | Internationaux de France  | Wimbledon                  | Wimbledon               | US Open                    | US Open                | Open d'Australie        | Open d'Australie       |
| ----- | -------------------------- | -------------------- | -------------------------- | ------------------------- | -------------------------- | ----------------------- | -------------------------- | ---------------------- | ----------------------- | ---------------------- |
| 1973  | 1er tour (1/16) T. Dawson  | R. Case G. Masters   | 2e tour (1/16) D. Carter   | J.-P. Meyer B. Montrenaud | —                          | —                       | 2e tour (1/16) H. Turnbull | T. Gorman R. Ramírez   | n.o.                    | n.o.                   |
| 1974  | —                          | —                    | 2e tour (1/16) J. Ganzábal | J-B. Chanfreau G. Goven   | 1er tour (1/32) H. Kary    | Di. Dell S. Stewart     | 2e tour (1/16) T. Kakulia  | R. Carmichael A. Stone | n.o.                    | n.o.                   |
| 1975  | —                          | —                    | —                          | —                         | —                          | —                       | —                          | —                      | n.o.                    | n.o.                   |
| 1976  | —                          | —                    | —                          | —                         | 1er tour (1/32) N. Špear   | B. Borg G. Vilas        | Finale C. Letcher          | M. Riessen T. Okker    | n.o.                    | n.o.                   |
| 1977  | 1er tour (1/16) C. Letcher | J. Alexander P. Dent | 2e tour (1/16) C. Letcher  | Á. Fillol J. Fillol       | 2e tour (1/16) C. Letcher  | S. Ball K. Warwick      | 1/4 de finale C. Letcher   | B. Hewitt F. McMillan  | —                       | —                      |
| 1978  | n.o.                       | n.o.                 | —                          | —                         | —                          | —                       | —                          | —                      | Finale C. Letcher       | W. Fibak K. Warwick    |
| 1979  | n.o.                       | n.o.                 | —                          | —                         | 1/4 de finale C. Letcher   | B. Gottfried R. Ramírez | —                          | —                      | Finale C. Letcher       | P. McNamara P. McNamee |
| 1980  | n.o.                       | n.o.                 | —                          | —                         | 1er tour (1/32) C. Letcher | K. Warwick M. Edmondson | —                          | —                      | 1/4 de finale M. Estep  | P. McNamara P. McNamee |
| 1981  | n.o.                       | n.o.                 | 2e tour (1/16) D. Carter   | M. Purcell V. Van Patten  | 1er tour (1/32) D. Carter  | B. Gottfried R. Ramírez | —                          | —                      | 1/4 de finale D. Carter | K. Curren S. Denton    |
| 1982  | n.o.                       | n.o.                 | —                          | —                         | 2e tour (1/16) M. Estep    | S. Mayer F. McMillan    | —                          | —                      | —                       | —                      |
| 1983  | n.o.                       | n.o.                 | —                          | —                         | —                          | —                       | —                          | —                      | —                       | —                      |
| 1984  | n.o.                       | n.o.                 | —                          | —                         | —                          | —                       | —                          | —                      | —                       | —                      |
| 1985  | n.o.                       | n.o.                 | —                          | —                         | —                          | —                       | —                          | —                      | —                       | —                      |
| 1986  | n.o.                       | n.o.                 | —                          | —                         | —                          | —                       | —                          | —                      | n.o.                    | n.o.                   |
| 1987  | —                          | —                    | —                          | —                         | —                          | —                       | —                          | —                      | n.o.                    | n.o.                   |
| 1988  | 1er tour (1/32) D. Cole    | M. Bauer T. Nijssen  | —                          | —                         | —                          | —                       | —                          | —                      | n.o.                    | n.o.                   |

N.B. : le nom du ou de la partenaire se trouve sous le résultat ; le nom des ultimes adversaires se trouve à droite.